# RCA
RCA Corporation, osnovana kao Radio Corporation of America,  bila je američka elektronička tvrtka u postojanju od 1919. do 1986. General Electric je preuzeo vlasništvo tvrtke 1985. godine i podijelio ju je sljedeće godine.
Zaštitni znak "RCA" trenutačno rabe tvrtke Sony Music Entertainment i Technicolor.

## Vanjske poveznice
- Radio Corporation of American records  Arhivirana inačica izvorne stranice od 16. lipnja 2019. (Wayback Machine), muzej Hagley
- David Sarnoff Library Digital Collection  Arhivirana inačica izvorne stranice od 23. svibnja 2016. (Wayback Machine), muzej Hagley
- RCAGlobal.com
- Arhiv RCA TV-opreme